# Hugo Schulz (Politiker)
Hugo Schulz (* 6. Dezember 1898 in Magdeburg; † 22. September 1968 in Letmathe) war Landtagsabgeordneter der Zentrumspartei in Nordrhein-Westfalen.
Schulz war Schlosser, Kraftfahrer und zuletzt Fahrmeister. Ehrenamtlich war er als Schöffe tätig. 
Im Jahr 1946 war Schulz Mitglied des Provinzialrates Westfalen sowie in der ersten Ernennungsperiode des Ernannten Landtages von Nordrhein-Westfalen.